# Свети Димитър (Велико Търново)
Вижте пояснителната страница за други значения на Свети Димитър.
„Свети Димитър Солунски“ е българска църква в град Велико Търново, известен паметник на Търновската художествена школа.

## Местоположение, история, архитектурни и художествени особености
Църквата се намира под североизточния склон на хълма Трапезица на десния бряг на река Янтра. Тя е най-старата и точно датирана средновековна търновска църква. Свързана е с обявяването на въстанието през 1185 г. под ръководството на болярите Петър и Асен за отхвърляне на византийското владичество. В нея са коронясали първите владетели от Асеновата династия – Петър, Асен и Калоян. Малко по-късно в края на XVII или началото на XVIII в., към църквата бил създаден и манастир. Към него принадлежат откритите при археологически разкопки след 1971 г. четири големи сгради, разположени на изток, запад и юг.
Църквата и манастирът около нея са просъществували до третата четвърт на XIII в., когато са били разрушени, най-вероятно при земетресение. По-късно, през XV в., с материали от разрушената църква „Свети Димитър“ южно от нея била издигната друга църква, която лежи върху основите на южната манастирска сграда. След разрушаването на църквата „Св. Димитър“ и манастира около нея през втората половина на XIV в. тук бил създаден голям християнски некропол, който просъществувал до началото на XX в. От него са разкрити и проучени повече от 500 погребения, съ-хранени днес в специална костница в северната част на двора.
В края на XVIII в. и началото на XIX в, църквата „Св. Димитър“ била ограбена от кърджалии. Кратки описания за нея през XIX в. са оставили д-р Васил Берон, д-р Хр.Даскалов, Феликс Каниц и др. През втората половина на XIX в. църквата е силно повредена, а земетресението през 1913 г. окончателно я унищожава. Остава запазена само апсидата с фрагменти от оригиналните стенописи по двете ниши.
В олтарната част на храма са запазени останки от два стенописни слоя. По-ранният като дата се отнася към столичния период на Търновград. Локализиран е в олтарната част на храма. От първия регистър в олтарната конха са запазени изображенията на шестима църковни отци автори на литургични текстове участващи в сцената „Поклонение на жертвата“ (Мелисмос). Със сигурност е идентифициран образът на св. Кирил Александрийски. Във втория регистър е изобразена процесия на ангели-дякони с рипиди в ръце, които са част от сцената „Божествена литургия“. Вторият живописен пласт датира от края на XVI – началото на XVII в. Към него принадлежи сцената „Пиета“ изписана в протезисната ниша и бюст на епископ над нея.
Църквата носи името на Свети Димитър, известен и като Свети великомъченик Димитър Солунски Чудотворец. Роден е в Солун през ІІІ век. Когато родителите му умират, император Максимиан го назначава на висок военен пост със заповед да преследва християните. Покръстеният като дете Димитър обаче ги покровителства и насърчава разпространението на Христовата вяра. През 306 г. при завръщането си от поход от източната част на Империята, император Максимиан спрял в Солун и поискал от Димитър да се откаже от вярата си. Поради отказа му да стори това, Димитър бил хвърлен в тъмница, а впоследствие – прободен с копие.

## Проучване и реставрация
Първите археологически разкопки са правени през 1906 – 1921 г. от търновското археологическо дружество в притвора, наоса и двора на църквата. Цялостните научни археологически проучвания започват през 1971 г. под ръководството на доц. Я. Николова и М. Робов. Резултатите разкриват строителните похвати и постижения на времето – изясняват плана на църквата, строителните и периоди и нейната богата външна декоративна украса. Тя е еднокорабна, едноапсидна, кръстокуполна църква с притвор, наос и олтар. Апсидата е петостенна. Външната декоративна украса е постигната чрез редуването на камък, хоросанова спойка и тухли, и засилена от вградените четирилистни устиета и панички, покрити с разноцветна глазура.
Въз основа на плановоконструктивните си особености църквата се отнася към т.нар. църкви със „стегнат кръст“. Куполът се носи от изток и запад от полуцилиндричните сводове. Притворът е едноделен. От южната и северната страна са пристроени галерии.
Фасадите на храма са украсени с характерните за късносредновековната епоха псевдоконструкнивни аркирани ниши. Техните архиволти са опасани с разноцветни керамични панички и розети покрити с глазура. Тимпаните са запълнени с украса от вдълбани в мазилката ромбове и правоъгълници, оцветени червено, черно и бяло. Паметникът е изпълнен с т. нар. смесен градеж, при който редуването на каменни и тухлени редове придава подчертано живописен вид на сградата.
Обемно-архитектурната реставрация на църквата започва през 1977 г., въз основа на резултатите от археологическите проучвания на доц. Янка Николова по проект на арх. Теофил Теофилов, като се имат предвиди аналогични примери от традицията през съответната епоха. Това е реконструкция на обект с неизвестен графичен първообраз. Възстановеният храм „Свети Димитър“ е открит като музеен обект през 1985 г. във връзка с 800-годишния юбилей от въстанието на Петър и Асен срещу византийския поробител и обявяването на Търновград за столица на възобновената българска държава.
Църквата е обявена за народна старина (ДВ, бр.69/1927 г.). Архитектурно-строителен паметник на културата с национално значение (ДВ, бр.102/1964 г.) и художествен паметник на културата с национално значение (декл.писмо № 2586/05.07.1979 г.).